# A Division (metro van New York)

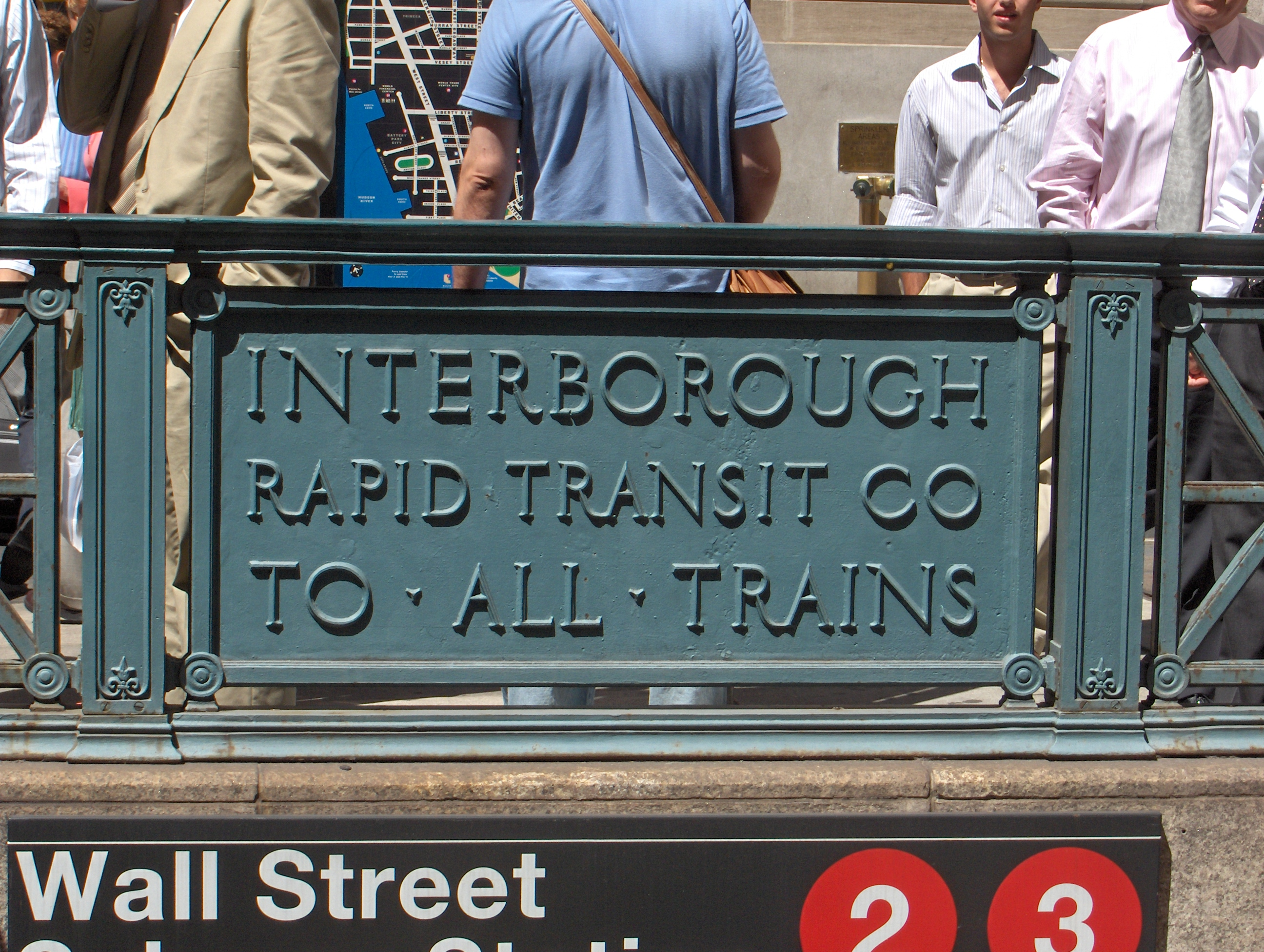
Nog een oude plaat van de Interborough Rapid Transit Company ingewerkt in de balustrades van de trappen naar het station Wall Street

De A Division, ook bekend als de IRT Division, is een divisie van de metro van New York, de instaat voor de uitbating van de metrolijnen met de nummers 1, 2, 3, 4, 5, 6 en 7 en de 42nd Street Shuttle. Deze lijnen en diensten werden geëxploiteerd door de Interborough Rapid Transit Company voor de overname door het stedelijk vervoersbedrijf in 1940. De huidige nummers 1 tot 7 van de metrolijnen van de A Division werden in 1948 vastgelegd. De pictogrammen van de metrolijnen, en de keuze van de achtergrondkleuren werd daarbij bepaald door het metrolijntraject dat de desbetreffende lijnen gebruiken voor hun traject doorheen de borough Manhattan. Lijn 1, 2 en 3, aangeduid met rode achtergrond in het pictogram van de lijn en op de treinstellen gebruiken het traject van de Broadway-Seventh Avenue Line. Lijn 4, 5 en 6, aangeduid met groene achtergrond gebruiken de Lexington Avenue Line. Lijn 7, aangeduid met paarse achtergrond gebruikt de Flushing Line.
| Metrolijnen van de A Division | Metrolijnen van de A Division | Metrolijnen van de A Division          |
| Metrolijnen                   | Kleur                         | Gebruikt metrolijntraject in Manhattan |
| ----------------------------- | ----------------------------- | -------------------------------------- |
|                               | Rood                          | Broadway-Seventh Avenue Line           |
|                               | Groen                         | Lexington Avenue Line                  |
|                               | Paars                         | Flushing Line                          |

De reden dat de hele metro van New York is opgedeeld in twee divisies heeft te maken met de gedeeltelijke incompabiliteit van materiaal tussen de lijnen aangelegd voor de fusie in 1940 door de Interborough Rapid Transit Company enerzijds (nadien gegroepeerd in de A dvision) en de lijnen aangelegd door de Brooklyn-Manhattan Transit Corporation (BMT) of het Independent Subway System (IND) anderzijds, die gegroepeerd werden in de B Division. De treinstellen en wagons van de A Division zijn smaller, korter en lichter dan die van de B Division, met afmetingen van 8,6 op 51 voet (2,6 bij 15,5 m). Dit maakt dat er geen eenvoudige uitwisseling van diensten, of materiaal mogelijk is tussen lijnen en metrolijntrajecten van de A Division en de B Division.

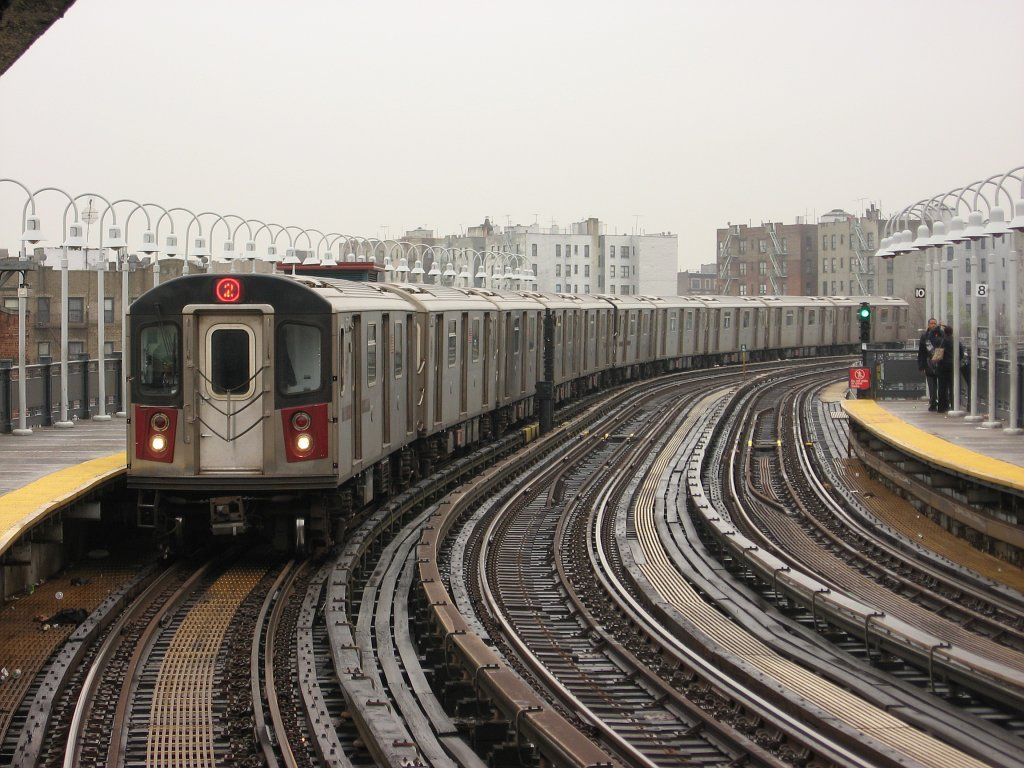
Een 2-trein bediend en beheerd door de A Division in het station West Farms Square-East Tremont Avenue aan de White Plains Road Line in the Bronx

De A Division gebruikt voor de uitbating van deze diensten en lijnen de volgende metrolijntrajecten met hun stations:
- 42nd Street Shuttle (Manhattan)
- Lenox Avenue Line (Manhattan)
- Lexington Avenue Line (Manhattan)
- Flushing Line (Manhattan/Queens)
- Broadway-Seventh Avenue Line (Manhattan/Bronx)
- Dyre Avenue Line (Bronx)
- Jerome Avenue Line (Bronx)
- Pelham Line (Bronx)
- White Plains Road Line (Bronx)
- Eastern Parkway Line (Brooklyn)
- New Lots Line (Brooklyn)
- Nostrand Avenue Line (Brooklyn)